# Hydroptila denza
Hydroptila denza är en nattsländeart som beskrevs av Ross 1948. Hydroptila denza ingår i släktet Hydroptila och familjen smånattsländor. Inga underarter finns listade i Catalogue of Life.